# Уштобинська міська адміністрація
Уштоби́нська міська адміністрація (каз. Үштөбе қаласы әкімдігі, рос. Уштобинская городская администрация) — адміністративна одиниця у складі Каратальського району Жетисуської області Казахстану. Адміністративний центр — місто Уштобе.
Населення — 22082 особи (2021; 27516 у 2009, 25294 у 1999, 28623 у 1989).
Станом на 1989 рік існувала Уштобинська міська рада (місто Уштобе), села Опитне хозяйство, Приморець та Фрунзе перебували у складі Тельманської сільської ради.

## Склад
До складу адміністрації входять такі населені пункти:
| Населений пункт | Населення, осіб (1989) | Населення, осіб (1999) | Населення, осіб (2009) | Населення, осіб (2021) |
| --------------- | ---------------------- | ---------------------- | ---------------------- | ---------------------- |
| Достик, село    | 2092                   | 2324                   | 2017                   | 1875                   |
| Ойсаз, село     | 256                    | 266                    | 311                    | 270                    |
| Ушкомей, село   | 247                    | 232                    | 293                    | 193                    |
| Уштобе, місто   | 26028                  | 22472                  | 24895                  | 19744                  |